# Fußball-Europameisterschaft 2000/Finalrunde

## Viertelfinale

### Türkei – Portugal 0:2 (0:1)
| Türkei                                                    | Türkei | Portugal | Portugal | Aufstellung                       |
| --------------------------------------------------------- | --- | --- | -------- | --------------------------------- |
| Türkei                                                    | \| 1. Viertelfinale \| \| 24. Juni 2000 um 18:00 Uhr in Amsterdam (Amsterdam Arena) \| \| Zuschauer: 44.100 \| \| Schiedsrichter: Dick Jol ( Niederlande) \| \| Spielbericht \|                                                                      | \| 1. Viertelfinale \| \| 24. Juni 2000 um 18:00 Uhr in Amsterdam (Amsterdam Arena) \| \| Zuschauer: 44.100 \| \| Schiedsrichter: Dick Jol ( Niederlande) \| \| Spielbericht \|                                                    | Portugal | Aufstellung Türkei gegen Portugal |
| Türkei                                                    | Rüştü Reçber – Fatih Akyel, Ogün Temizkanoğlu (84. Sergen Yalçın), Alpay Özalan – Tayfun Korkut, Tayfur Havutçu, Ergün Penbe, Hakan Ünsal – Okan Buruk (62. Oktay Derelioğlu) – Arif Erdem (62. Suat Kaya), Hakan Şükür Cheftrainer: Mustafa Denizli | Vítor Baía – Jorge Costa, Fernando Couto, Dimas – Costinha (46. Paulo Sousa), Paulo Bento – Sérgio Conceição, Rui Costa (87. Nuno Capucho), Luís Figo – João Pinto, Nuno Gomes (75. Ricardo Sá Pinto) Cheftrainer: Humberto Coelho | Portugal | Aufstellung Türkei gegen Portugal |
| Türkei                                                    | 0:1 Nuno Gomes (44.) 0:2 Nuno Gomes (56.) | | Portugal | Aufstellung Türkei gegen Portugal |
| Türkei                                                    | Buruk, Ünsal, Temizkanoğlu | Couto, Costinha, Rui Costa, João Pinto, Sousa | Portugal | Aufstellung Türkei gegen Portugal |
| Türkei                                                    | Özalan (30., Tätlichkeit) | | Portugal | Aufstellung Türkei gegen Portugal |
| 1. Viertelfinale                                          | | |          |                                   |
| 24. Juni 2000 um 18:00 Uhr in Amsterdam (Amsterdam Arena) | | |          |                                   |
| Zuschauer: 44.100                                         | | |          |                                   |
| Schiedsrichter: Dick Jol ( Niederlande)                   | | |          |                                   |
| Spielbericht                                              | | |          |                                   |

### Italien – Rumänien 2:0 (2:0)
| Italien                                                        | Italien | Rumänien | Rumänien | Aufstellung                        |
| -------------------------------------------------------------- | --- | --- | -------- | ---------------------------------- |
| Italien                                                        | \| 2. Viertelfinale \| \| 24. Juni 2000 um 20:45 Uhr in Brüssel (König-Baudouin-Stadion) \| \| Zuschauer: 41.000 \| \| Schiedsrichter: Vítor Melo Pereira ( Portugal) \| \| Spielbericht \|                                                                                                 | \| 2. Viertelfinale \| \| 24. Juni 2000 um 20:45 Uhr in Brüssel (König-Baudouin-Stadion) \| \| Zuschauer: 41.000 \| \| Schiedsrichter: Vítor Melo Pereira ( Portugal) \| \| Spielbericht \|                                                                       | Rumänien | Aufstellung Italien gegen Rumänien |
| Italien                                                        | Francesco Toldo – Gianluca Zambrotta, Fabio Cannavaro, Alessandro Nesta, Mark Iuliano, Paolo Maldini (46. Gianluca Pessotto) – Antonio Conte (55. Luigi Di Biagio), Demetrio Albertini – Stefano Fiore – Francesco Totti (75. Alessandro Del Piero), Filippo Inzaghi Cheftrainer: Dino Zoff | Bogdan Stelea – Iulian Filipescu, Miodrag Belodedici, Liviu Ciobotariu, Cristian Chivu – Florentin Petre, Constantin Gâlcă (68. Ioan Lupescu), Dorinel Munteanu – Gheorghe Hagi – Viorel Moldovan (54. Ioan Viorel Ganea), Adrian Mutu Cheftrainer: Emerich Jenei | Rumänien | Aufstellung Italien gegen Rumänien |
| Italien                                                        | 1:0 Totti (33.) 2:0 Inzaghi (43.) | | Rumänien | Aufstellung Italien gegen Rumänien |
| Italien                                                        | Albertini | | Rumänien | Aufstellung Italien gegen Rumänien |
| Italien                                                        | Hagi (59.) | | Rumänien | Aufstellung Italien gegen Rumänien |
| 2. Viertelfinale                                               | | |          |                                    |
| 24. Juni 2000 um 20:45 Uhr in Brüssel (König-Baudouin-Stadion) | | |          |                                    |
| Zuschauer: 41.000                                              | | |          |                                    |
| Schiedsrichter: Vítor Melo Pereira ( Portugal)                 | | |          |                                    |
| Spielbericht                                                   | | |          |                                    |

### Niederlande – Jugoslawien 6:1 (2:0)
| Niederlande                                         | Niederlande | Jugoslawien | Jugoslawien | Aufstellung                               |
| --------------------------------------------------- | --- | --- | ----------- | ----------------------------------------- |
| Niederlande                                         | \| 3. Viertelfinale \| \| 25. Juni 2000 um 18:00 Uhr in Rotterdam (De Kuip) \| \| Zuschauer: 49.700 \| \| Schiedsrichter: José María García-Aranda ( Spanien) \| \| Spielbericht \|                                                                                   | \| 3. Viertelfinale \| \| 25. Juni 2000 um 18:00 Uhr in Rotterdam (De Kuip) \| \| Zuschauer: 49.700 \| \| Schiedsrichter: José María García-Aranda ( Spanien) \| \| Spielbericht \| | Jugoslawien | Aufstellung Niederlande gegen Jugoslawien |
| Niederlande                                         | Edwin van der Sar (65. Sander Westerveld) – Paul Bosvelt, Jaap Stam, Frank de Boer , Arthur Numan – Marc Overmars, Edgar Davids, Phillip Cocu, Boudewijn Zenden (86. Ronald de Boer) – Dennis Bergkamp, Patrick Kluivert (60. Roy Makaay) Cheftrainer: Frank Rijkaard | Ivica Kralj – Slobodan Komljenović, Miroslav Đukić, Siniša Mihajlović, Niša Saveljić (56. Jovan Stanković) – Dragan Stojković (52. Dejan Stanković), Dejan Govedarica, Vladimir Jugović, Ljubinko Drulović (70. Darko Kovačević) – Predrag Mijatović, Savo Milošević Cheftrainer: Vujadin Boškov | Jugoslawien | Aufstellung Niederlande gegen Jugoslawien |
| Niederlande                                         | 1:0 Kluivert (24.) 2:0 Kluivert (38.) 3:0 Govedarica (51., Eigentor) 4:0 Kluivert (54.) 5:0 Overmars (78.) 6:0 Overmars (90.) | 6:1 Milošević (90.+1') | Jugoslawien | Aufstellung Niederlande gegen Jugoslawien |
| Niederlande                                         | Bosvelt | | Jugoslawien | Aufstellung Niederlande gegen Jugoslawien |
| 3. Viertelfinale                                    | | |             |                                           |
| 25. Juni 2000 um 18:00 Uhr in Rotterdam (De Kuip)   | | |             |                                           |
| Zuschauer: 49.700                                   | | |             |                                           |
| Schiedsrichter: José María García-Aranda ( Spanien) | | |             |                                           |
| Spielbericht                                        | | |             |                                           |

### Spanien – Frankreich 1:2 (1:2)
| Spanien                                                    | Spanien | Frankreich | Frankreich | Aufstellung                          |
| ---------------------------------------------------------- | --- | --- | ---------- | ------------------------------------ |
| Spanien                                                    | \| 4. Viertelfinale \| \| 25. Juni 2000 um 20:45 Uhr in Brügge (Jan-Breydel-Stadion) \| \| Zuschauer: 29.000 \| \| Schiedsrichter: Pierluigi Collina ( Italien) \| \| Spielbericht \|                                                             | \| 4. Viertelfinale \| \| 25. Juni 2000 um 20:45 Uhr in Brügge (Jan-Breydel-Stadion) \| \| Zuschauer: 29.000 \| \| Schiedsrichter: Pierluigi Collina ( Italien) \| \| Spielbericht \|                                                      | Frankreich | Aufstellung Spanien gegen Frankreich |
| Spanien                                                    | Santiago Cañizares – Míchel Salgado, Abelardo , Paco, Agustín Aranzábal – Gaizka Mendieta (57. Ismael Urzaiz), Pep Guardiola, Iván Helguera (77. Gerard), Pedro Munitis (73. Joseba Etxeberria) – Alfonso, Raúl Cheftrainer: José Antonio Camacho | Fabien Barthez – Lilian Thuram, Marcel Desailly, Laurent Blanc, Bixente Lizarazu – Patrick Vieira, Didier Deschamps – Youri Djorkaeff, Zinédine Zidane, Thierry Henry (81. Nicolas Anelka) – Christophe Dugarry Cheftrainer: Roger Lemerre | Frankreich | Aufstellung Spanien gegen Frankreich |
| Spanien                                                    | 1:1 Mendieta (38., FE) | 0:1 Zidane (32.) 1:2 Djorkaeff (44.) | Frankreich | Aufstellung Spanien gegen Frankreich |
| Spanien                                                    | Salgado, Paco, Guardiola, Alfonso | Deschamps | Frankreich | Aufstellung Spanien gegen Frankreich |
| 4. Viertelfinale                                           | | |            |                                      |
| 25. Juni 2000 um 20:45 Uhr in Brügge (Jan-Breydel-Stadion) | | |            |                                      |
| Zuschauer: 29.000                                          | | |            |                                      |
| Schiedsrichter: Pierluigi Collina ( Italien)               | | |            |                                      |
| Spielbericht                                               | | |            |                                      |

## Halbfinale

### Frankreich – Portugal 2:1n.GG(1:1, 0:1)
| Frankreich                                                     | Frankreich | Portugal | Portugal | Aufstellung                           |
| -------------------------------------------------------------- | --- | --- | -------- | ------------------------------------- |
| Frankreich                                                     | \| 1. Halbfinale \| \| 28. Juni 2000 um 20:45 Uhr in Brüssel (König-Baudouin-Stadion) \| \| Zuschauer: 50.000 \| \| Schiedsrichter: Günter Benkö ( Österreich) \| \| Spielbericht \|                                                                                              | \| 1. Halbfinale \| \| 28. Juni 2000 um 20:45 Uhr in Brüssel (König-Baudouin-Stadion) \| \| Zuschauer: 50.000 \| \| Schiedsrichter: Günter Benkö ( Österreich) \| \| Spielbericht \|                                        | Portugal | Aufstellung Frankreich gegen Portugal |
| Frankreich                                                     | Fabien Barthez – Lilian Thuram, Marcel Desailly, Laurent Blanc, Bixente Lizarazu – Emmanuel Petit (87. Robert Pires), Didier Deschamps , Patrick Vieira – Zinédine Zidane – Nicolas Anelka (72. Sylvain Wiltord), Thierry Henry (105. David Trezeguet) Cheftrainer: Roger Lemerre | Vítor Baía – Abel Xavier, Jorge Costa, Fernando Couto, Dimas (91. Rui Jorge) – Luís Vidigal (61. Paulo Bento), Costinha – Sérgio Conceição, Rui Costa (78. João Pinto), Luís Figo – Nuno Gomes Cheftrainer: Humberto Coelho | Portugal | Aufstellung Frankreich gegen Portugal |
| Frankreich                                                     | 1:1 Henry (51.) 2:1 Zidane (117., HE, Golden Goal) | 0:1 Nuno Gomes (19.) | Portugal | Aufstellung Frankreich gegen Portugal |
| Frankreich                                                     | Desailly, Vieira | J.Costa, Dimas, Vidigal, Figo, J.Pinto | Portugal | Aufstellung Frankreich gegen Portugal |
| Frankreich                                                     | Nuno Gomes (116., Tätlichkeit) | | Portugal | Aufstellung Frankreich gegen Portugal |
| 1. Halbfinale                                                  | | |          |                                       |
| 28. Juni 2000 um 20:45 Uhr in Brüssel (König-Baudouin-Stadion) | | |          |                                       |
| Zuschauer: 50.000                                              | | |          |                                       |
| Schiedsrichter: Günter Benkö ( Österreich)                     | | |          |                                       |
| Spielbericht                                                   | | |          |                                       |

### Italien – Niederlande 0:0 n.V., 3:1 i.E.
| Italien                                                   | Italien | Niederlande | Niederlande | Aufstellung                           |
| --------------------------------------------------------- | --- | --- | ----------- | ------------------------------------- |
| Italien                                                   | \| 2. Halbfinale \| \| 29. Juni 2000 um 18:00 Uhr in Amsterdam (Amsterdam Arena) \| \| Zuschauer: 51.300 \| \| Schiedsrichter: Markus Merk ( Deutschland) \| \| Spielbericht \| | \| 2. Halbfinale \| \| 29. Juni 2000 um 18:00 Uhr in Amsterdam (Amsterdam Arena) \| \| Zuschauer: 51.300 \| \| Schiedsrichter: Markus Merk ( Deutschland) \| \| Spielbericht \| | Niederlande | Aufstellung Italien gegen Niederlande |
| Italien                                                   | Francesco Toldo – Gianluca Zambrotta, Fabio Cannavaro, Alessandro Nesta, Mark Iuliano, Paolo Maldini – Luigi Di Biagio, Demetrio Albertini (77. Gianluca Pessotto) – Stefano Fiore (83. Francesco Totti) – Alessandro Del Piero, Filippo Inzaghi (67. Marco Delvecchio) Cheftrainer: Dino Zoff | Edwin van der Sar – Paul Bosvelt, Jaap Stam, Frank de Boer , Giovanni van Bronckhorst – Marc Overmars, Phillip Cocu (95. Aron Winter), Edgar Davids, Boudewijn Zenden (77. Peter van Vossen) – Dennis Bergkamp (86. Clarence Seedorf), Patrick Kluivert Cheftrainer: Frank Rijkaard | Niederlande | Aufstellung Italien gegen Niederlande |
| Italien                                                   | Elfmeterschießen | | Niederlande | Aufstellung Italien gegen Niederlande |
| Italien                                                   | 1:0 Di Biagio 2:0 Pessotto 3:0 Totti Maldini verschießt | F. de Boer verschießt Stam verschießt 3:1 Kluivert Bosvelt verschießt | Niederlande | Aufstellung Italien gegen Niederlande |
| Italien                                                   | Toldo, Iuliano, Maldini, Di Biagio, Zambrotta | Stam, v.Bronckhorst, Davids (2./gesperrt), Zenden | Niederlande | Aufstellung Italien gegen Niederlande |
| Italien                                                   | Zambrotta (34.) | | Niederlande | Aufstellung Italien gegen Niederlande |
| Italien                                                   | F. de Boer verschießt einen Elfmeter (39.) Kluivert verschießt einen Elfmeter (62.) | | Niederlande | Aufstellung Italien gegen Niederlande |
| 2. Halbfinale                                             | | |             |                                       |
| 29. Juni 2000 um 18:00 Uhr in Amsterdam (Amsterdam Arena) | | |             |                                       |
| Zuschauer: 51.300                                         | | |             |                                       |
| Schiedsrichter: Markus Merk ( Deutschland)                | | |             |                                       |
| Spielbericht                                              | | |             |                                       |

## Finale

### Frankreich – Italien 2:1n.GG(1:1, 0:0)
| Frankreich                                       | Frankreich | Italien | Italien | Aufstellung                          |
| ------------------------------------------------ | --- | --- | ------- | ------------------------------------ |
| Frankreich                                       | \| Finale \| \| 2. Juli 2000 um 20:00 Uhr in Rotterdam (De Kuip) \| \| Zuschauer: 48.200 \| \| Schiedsrichter: Anders Frisk ( Schweden) \| \| Spielbericht \| | \| Finale \| \| 2. Juli 2000 um 20:00 Uhr in Rotterdam (De Kuip) \| \| Zuschauer: 48.200 \| \| Schiedsrichter: Anders Frisk ( Schweden) \| \| Spielbericht \| | Italien | Aufstellung Frankreich gegen Italien |
| Frankreich                                       | Fabien Barthez – Lilian Thuram, Marcel Desailly, Laurent Blanc, Bixente Lizarazu (86. Robert Pires) – Didier Deschamps , Patrick Vieira – Youri Djorkaeff (76. David Trezeguet), Zinédine Zidane, Thierry Henry – Christophe Dugarry (58. Sylvain Wiltord) Cheftrainer: Roger Lemerre | Francesco Toldo – Gianluca Pessotto, Fabio Cannavaro, Alessandro Nesta, Mark Iuliano, Paolo Maldini – Luigi Di Biagio (66. Massimo Ambrosini), Demetrio Albertini – Stefano Fiore (53. Alessandro Del Piero) – Francesco Totti, Marco Delvecchio (86. Vincenzo Montella) Cheftrainer: Dino Zoff | Italien | Aufstellung Frankreich gegen Italien |
| Frankreich                                       | 1:1 Wiltord (90. +4') 2:1 Trezeguet (103., Golden Goal) | 0:1 Delvecchio (55.) | Italien | Aufstellung Frankreich gegen Italien |
| Frankreich                                       | Thuram | Cannavaro, Di Biagio, Totti | Italien | Aufstellung Frankreich gegen Italien |
| Finale                                           | | |         |                                      |
| 2. Juli 2000 um 20:00 Uhr in Rotterdam (De Kuip) | | |         |                                      |
| Zuschauer: 48.200                                | | |         |                                      |
| Schiedsrichter: Anders Frisk ( Schweden)         | | |         |                                      |
| Spielbericht                                     | | |         |                                      |